# Bohemund II van Antiochië
Bohemund II de Guiscard (1108 - overl, nabij Anazarbus februari 1131) was vorst van Antiochië en heer van Taranto.
Zijn ouders waren Bohemund I van Taranto en Constance van Frankrijk, Bohemund II werd als enig kind geboren. Hij trouwde met Alice, prinses van Jeruzalem, met wie hij Constance kreeg, erfgenaam van het vorstendom.

## Begin jaren
Bohemund bracht zijn jeugd door in Apulië (Italië), en was na de dood van zijn vader in 1111 nog te jong om te regeren over zijn landerijen. In het nieuw veroverde vorstendom Antiochië werd het regentschap tijdelijk waargenomen door Tancred (1112 †) en Rogier van Salerno (1119 †). Toen Rogier om het leven kwam bij de legendarische Slag van Ager Sanguinis (Veld van het Bloed) wist koning Boudewijn II eind 1119 de Seltsjoek-Turken alsnog uit Antiochië te verjagen. Boudewijn nam het regentschap over tot 1126, wanneer Bohemund oud genoeg is om zijn vaders titel te predenteren.
In 1124 is Bohemund 16 jaar en bemoeit zich met staatzaken in Mezziogornio. In oktober 1126 wordt hij 18 jaar en verlaat Tarente (Apulië) voor Antiochië. Hieraan voorafgaande zou hij een afspraak gemaakt hebben met zijn neef Willem II van Apulië, over wie als eerste mocht overlijden het bezit over de landerijen aan de ander zou overlaten (volgens Willem van Tyre). Hij zou echter het grondgebied aan de paus hebben geschonken, en een derde bron vermeldt dat het grondgebied werd beloofd aan Alexander, graaf van Conversano.
Bohemund trouwde in 1126 met Alice, prinses van Jeruzalem, dochter van Boudewijn II, in ruil voor de opgeklaarde situatie rond de Seljuk-Turken uit 1119. Er zou Bohemund ook de kroon van Jeruzalem beloofd zijn in ruil voor dit huwelijk. Boudewijn had echter zijn oudste dochter Melisende benoemd tot erfgename en ze huwde Fulco V van Anjou. Tarente (Italië) liet hij onder controle van zijn neef Willem van Apulie maar Rogier II van Sicilië nam het grondgebied van Tarente in na de dood van Willem ; Bohemund kon niets tegen hem beginnen op dat moment omdat hij het te druk had met eigenbelangen.

## Regeerperiode 1126 - 1131
In 1127 trok Bohemund ten strijde tegen moslims die stukken van zijn grondgebied hadden veroverd. Eerst belegerde en veroverde hij Kafartab, en vermoordde alle inwoners, waarna hij ook Shaizar binnen viel. De moslims onder leiding van Usamah ibn-Munqidh dolven het onderspit. Volgens geschiedschrijvers kwamen Bohemund en Usamah elkaar persoonlijk tegen in gevecht en Usamah zou geschrokken zijn van de aanvalsdrang van Bohemund.
Na deze kleine overwinningen lag Bohemund een aantal keer in conflict met Jocelin I van Edessa over stukken grondgebied die door Rogier van Salerno geschonken waren aan Edessa, maar Bohemund zou hier nooit toestemming voor gegeven hebben. Er ontstonden kleine schermutselingen aan de noordelijke grens van Antiochië, ook zouden de twee aanvallen gepleegd hebben op de stad Aleppo afzonderlijk van elkaar. Volgens Bohemund zou Jocelin samenzweren tegen hem met een moslimgroepering. Boudewijn II kwam naar het noorden om te bemiddelen tussen beiden, hij kreeg het voor elkaar dat Jocelin zijn mogelijke claims liet vallen op het grondgebied van Antiochië. Ondertussen was er in het moslimgebied de opkomst van Zengi, deze moslimleider had een grote invloed gekregen over Aleppo en Mosoel, zodat het voor de kruisvaarders onmogelijk werd om de steden makkelijk te benaderen. Nadat het dispuut vreedzaam was opgelost, voegde Bohemund zich bij Boudewijn voor een aanval op Damascus, maar de kruisvaarders werden verslagen in de Slag bij Marj es-Suffar. Na deze nederlaag marcheerde hij naar Cicilisch Armenië om verloren gebieden te restoreren als Anazarbus. Leo I van Armenië had echter een alliantie gesloten met de emir Gazi Güshtiginmü tegen hem, en Bohemunds leger werd rond februari 1131 in een hinderlaag gelokt en tijdens een worsteling werd Bohemund gedood. Hij werd onthoofd en het gebalsemde hoofd werd in een zilveren doos gedaan en als trofee naar de kalief gestuurd.

wapen van Antiochie

## Voorouders
| Voorouders van Bohemund II van Antiochië (1108-1131) | Voorouders van Bohemund II van Antiochië (1108-1131)                       | Voorouders van Bohemund II van Antiochië (1108-1131)                       | Voorouders van Bohemund II van Antiochië (1108-1131)                       | Voorouders van Bohemund II van Antiochië (1108-1131)                       | Voorouders van Bohemund II van Antiochië (1108-1131)                       | Voorouders van Bohemund II van Antiochië (1108-1131)                       | Voorouders van Bohemund II van Antiochië (1108-1131)                       | Voorouders van Bohemund II van Antiochië (1108-1131)                       |
| ---------------------------------------------------- | -------------------------------------------------------------------------- | -------------------------------------------------------------------------- | -------------------------------------------------------------------------- | -------------------------------------------------------------------------- | -------------------------------------------------------------------------- | -------------------------------------------------------------------------- | -------------------------------------------------------------------------- | -------------------------------------------------------------------------- |
| Overgrootouders                                      | Tancred van Hauteville (–1041) ∞ Fredesende van Normandië (-)              | Tancred van Hauteville (–1041) ∞ Fredesende van Normandië (-)              | Reinoud I van Bourgondië (986–1057) ∞ Adelheid van Normandië (1005-1038)   | Reinoud I van Bourgondië (986–1057) ∞ Adelheid van Normandië (1005-1038)   | Hendrik I van Frankrijk (1008-1060) ∞ 1051 Anna van Kiev (1036-1078)       | Hendrik I van Frankrijk (1008-1060) ∞ 1051 Anna van Kiev (1036-1078)       | Floris I van Holland (1025-1061) ∞ 1050 Geertruida van Saksen (1033-1113)  | Floris I van Holland (1025-1061) ∞ 1050 Geertruida van Saksen (1033-1113)  |
| Grootouders                                          | Robert Guiscard (1015–1085) ∞ Alberada van Buonalbergo (1033-1122)         | Robert Guiscard (1015–1085) ∞ Alberada van Buonalbergo (1033-1122)         | Robert Guiscard (1015–1085) ∞ Alberada van Buonalbergo (1033-1122)         | Robert Guiscard (1015–1085) ∞ Alberada van Buonalbergo (1033-1122)         | Filips I van Frankrijk (1052-1108) ∞ Bertha van Holland (1058-1094)        | Filips I van Frankrijk (1052-1108) ∞ Bertha van Holland (1058-1094)        | Filips I van Frankrijk (1052-1108) ∞ Bertha van Holland (1058-1094)        | Filips I van Frankrijk (1052-1108) ∞ Bertha van Holland (1058-1094)        |
| Ouders                                               | Bohemund I van Antiochië (1058-1111) ∞ Constance van Frankrijk (1078-1126) | Bohemund I van Antiochië (1058-1111) ∞ Constance van Frankrijk (1078-1126) | Bohemund I van Antiochië (1058-1111) ∞ Constance van Frankrijk (1078-1126) | Bohemund I van Antiochië (1058-1111) ∞ Constance van Frankrijk (1078-1126) | Bohemund I van Antiochië (1058-1111) ∞ Constance van Frankrijk (1078-1126) | Bohemund I van Antiochië (1058-1111) ∞ Constance van Frankrijk (1078-1126) | Bohemund I van Antiochië (1058-1111) ∞ Constance van Frankrijk (1078-1126) | Bohemund I van Antiochië (1058-1111) ∞ Constance van Frankrijk (1078-1126) |